# Круг Брошторффа

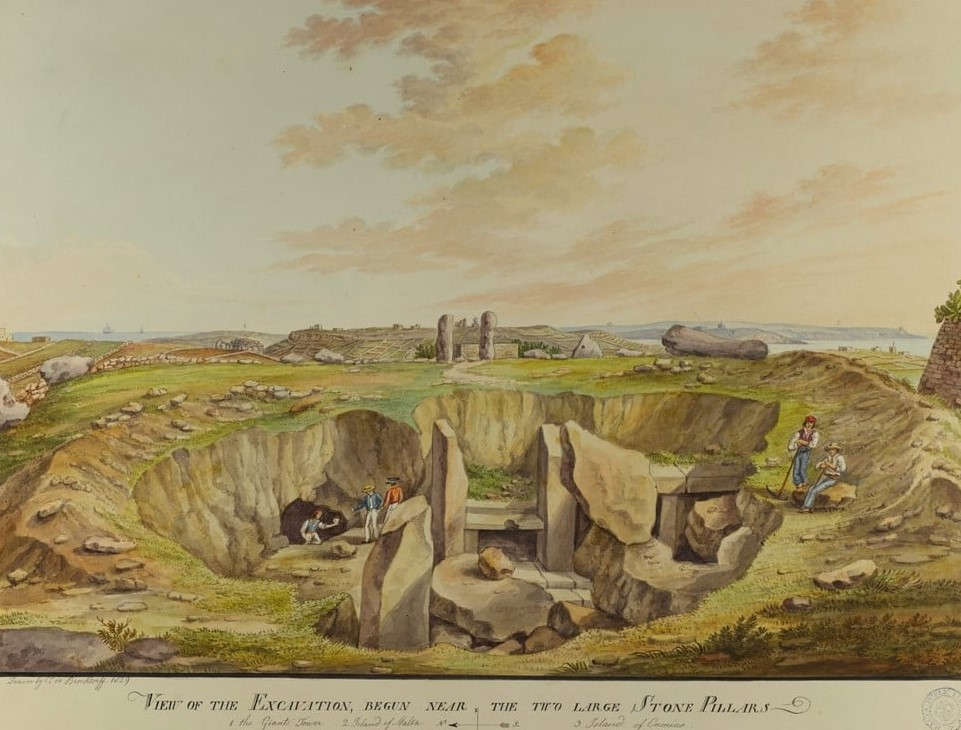
Круг Брошторффа. Акварель Ш. де Брошторффа, 1825

Каменный круг в Шааре, или Круг Брошторффа, — подземный храм эпохи неолита, обнаруженный у посёлка Шаара на мальтийском острове Гоцо. Впервые открыт Джоном Отто Бауэром в 1820-е годы, заново открыт в 1964 г. после того, как историк с острова Гоцо Джо Аттард Табоне исследовал картину датского художника Шарля де Брошторффа (Charles de Brochtorff), хранившуюся в Национальной библиотеке в г. Ла-Валетта.
Раскопки проводила объединённая группа археологов Мальтийского университета, Мальтийского музейного департамента и Кембриджского университета. В результате раскопок обнаружен слой погребений того же периода, что и близлежащий храм Джгантия, относящийся к 3000 — 2400 годам до н. э. Среди наиболее примечательных открытий — более 200000 человеческих костей и предметы доисторического искусства, относящиеся к периоду строительства мегалитических храмов Мальты.
Ранняя камерная гробница относится к 4100 — 3800 годам до н. э.
В конце 3 тыс. до н. э. в этом же месте возникает новое поселение.